# Oxalis enneaphylla
Oxalis enneaphylla är en harsyreväxtart. Oxalis enneaphylla ingår i släktet oxalisar, och familjen harsyreväxter.

## Underarter
Arten delas in i följande underarter:
- O. e. enneaphylla
- O. e. ibari